# FSC Bukovyna Chernivtsi
El FSC Bukovyna Chernivtsi es un equipo de fútbol de Ucrania que juega en la Persha Liha, la segunda división de fútbol en el país.

## Historia
Fue fundado en el año 1952 en la ciudad de Chernivtsi con el nombre Burevisnyk, el cual cambiaron por el de Avangard en 1958 luego de unirse a la asociación deportiva con el mismo nombre hasta que en 1965 cambiaron su nombre por el que tienen actualmente.
Durante el periodo soviético no supieron lo que significaba salir de las categorías regionales, hasta que con la independencia de Ucrania en 1991 se convirtieron en uno de los equipos fundadores de la Liga Premier de Ucrania en 1992, en donde terminaron en sexto lugar del grupo B en su temporada inaugural.
El club militó en las tres primeras ediciones de la Liga Premier de Ucrania hasta que descendió en la temporada 1993/94 al terminar en el lugar 17 entre 18 participantes. Posteriormente el club ha pasado jugando principalmente en la Druha Liha (tercera división), aunque con algunas apariciones en la Persha Liha.

## Palmarés
- Druha Liha: 2

1999–00, 2009–10